# ست عشري الأضلاع

سداسي عشري منتظم.

في الهندسة الرياضية، المضلع السِّتَّ عَشْرِيّ، هو مضلع له 16 ضلع و 16 زاوية.
من الممكن إنشاء السداسي عشري المنتظم باستخدام إنشاءات الفرجار والمسطرة.
قياس كل زاوية في السداسي عشري المنتظم يساوي 157.5 درجة، ومجموع قياس جميع زواياه يساوي 2520 درجة.